# Aglais subtusbrunnescens
Aglais subtusbrunnescens är en fjärilsart som beskrevs av Groenendijk 1966. Aglais subtusbrunnescens ingår i släktet Aglais och familjen praktfjärilar. Inga underarter finns listade i Catalogue of Life.